# Kościół ewangelicki w Wieluniu
Kościół ewangelicki w Wieluniu – dawny kościół parafii ewangelickiej w Wieluniu, należącej do Kościoła Ewangelicko-Augsburskiego w RP.

## Historia

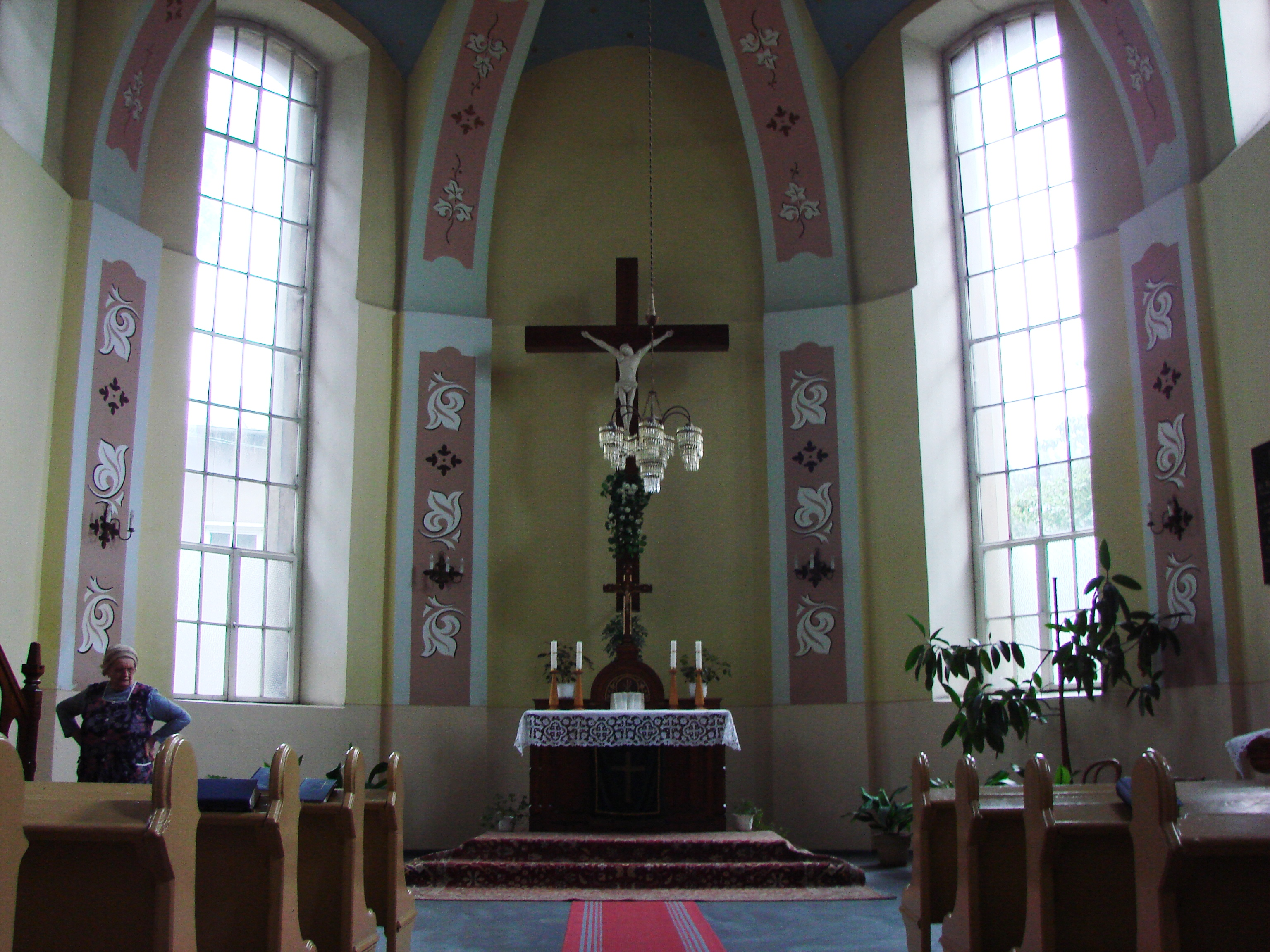
Wnętrze świątyni

Pierwotnie był to kościół przyklasztorny sióstr bernardynek. Został zbudowany wraz z klasztorem w latach 1612-15 z fundacji Anny Koniecpolskiej. Konsekracja kościoła odbyła się 14 grudnia 1616 roku, w jej przeddzień w podziemiach pochowano fundatorkę. W okresie potopu szwedzkiego kościół został spalony, jego odbudowy dokonano w 1656. W 1819 bernardynki przeniesiono do kościoła i klasztoru popaulińskiego, a ich dotychczasowy kościół przekazano  29 lipca 1820 nowo powstałej parafii ewangelicko-augsburskiej w Wieluniu. Po 1850 został on przebudowany, podniesiona została wówczas podłoga i zamurowano dolne okna. 
W okresie międzywojnia obiekt był odnawiany, uległ częściowemu spaleniu w 1939. W 1943 Niemcy rozpoczęli jego przebudowę na kino. Staraniem ks. Henryka Wendta kościół odrestaurowano w 1950. W czasie prac powojennych wymieniono pokrycie dachowe, rozebrano przybudówki z 1943 roku, odbudowano sygnaturkę, odtworzono sgraffito.
Z powodu potrzeby remontu kościoła i braku możliwości jego przeprowadzenia nieliczną parafię ewangelicką, 19 grudnia 2022 kościół wraz z plebanią został sprzedany miastu z przeznaczeniem na prowadzenie w nim działalności wystawienniczej i edukacyjnej przez Muzeum Ziemi Wieluńskiej. 21 maja 2023 miało w nim miejsce ostatnie regularne nabożeństwo ewangelickie, podczas którego kazanie wygłosił Biskup Kościoła ks. Jerzy Samiec. Budynek w dalszym ciągu posiada charakter sakralny, parafia ewangelicka posiada prawo do prowadzenia w nim okazjonalnych nabożeństw.